# Rudmose Brown Peak
Rudmose Brown Peak är en bergstopp i Antarktis. Den ligger i Östantarktis. Australien gör anspråk på området. Toppen på Rudmose Brown Peak är 381 meter över havet.
Terrängen runt Rudmose Brown Peak är platt norrut, men söderut är den kuperad. Trakten är obefolkad. Det finns inga samhällen i närheten.